# Othelie Høie
Othelie Annette Høie (ur. 9 grudnia 2002) – norweska zapaśniczka startująca w stylu wolnym. Brązowa medalistka mistrzostw świata w 2023, a także mistrzostw Europy w 2023. 
Trzecia na ME U-23 w 2021. Trzecia na MŚ kadetów w 2019. Druga na olimpijskim festiwalu młodzieży Europy w 2019 roku.
Mistrzyni Norwegii w 2020, 2022 i 2024; druga w 2018 roku.